# Carlos Adrián Valdez Suárez
Carlos Adrián Valdez Suárez (Montevideo, 2 de maig de 1983) és un futbolista internacional uruguaià que juga actualment al Club Atlético Peñarol.

## Biografia
Valdez va començar la seva trajectòria al Club Nacional de Football de Montevideo abans de jugar a Itàlia. Va debutar en primera divisió contra l'Empoli Football Club el 23 d'octubre de 2005. Recentment ha signat un contracte de sis mesos amb el Club Atlético Peñarol (Uruguai).
Valdez ha jugat 20 partits amb la selecció de futbol de l'Uruguai, i destaca la seva participació en la Copa Amèrica de futbol 2007.
El 27 de juliol de 2010 va ser reservat per al partit amistós contra la selecció d'Angola a Lisboa.